# White Collar (Fernsehserie)
White Collar ist eine US-amerikanische Krimiserie, die sich um Special Agent Peter Burke und den Meisterdieb und Kunstfälscher Neal Caffrey dreht, die miteinander arbeiten müssen. Sie lief in den USA vom 23. Oktober 2009 bis zum 18. Dezember 2014 beim Kabelsender USA Network und umfasst sechs Staffeln mit insgesamt 81 Episoden. Produziert wurde die Serie von Jeff Eastin.
Für den deutschsprachigen Raum haben sich die Sender ATV und 3+ sowie die Mediengruppe RTL Deutschland die Serie gesichert. Die Deutschlandpremiere bei RTL war am 13. September 2011. Der Titel White Collar (weißer Kragen) spielt auf die Unterscheidung im englischen Sprachgebrauch zwischen Arbeitern (Blue Collar) und Angestellten bzw. Bossen (White collar), sowie die englische Bezeichnung für Wirtschaftskriminalität (white-collar crime) an, deren Abteilung Agent Burke beim FBI angehört.

## Handlung
Der Kunst- und Diamantendieb und Fälscher Neal Caffrey wird von Special Agent Peter Burke verhaftet. Auf die Umstände der Verhaftung wird in der ersten Staffel nicht näher eingegangen. Nach einem erfolgreichen Fluchtversuch Neals findet Peter ihn und bringt ihn zurück ins Gefängnis, ohne dass Neal Widerstand leistet. Da er wegen seiner Verstrickung in verschiedene Kunstdiebstähle auf längere Zeit im Gefängnis bleiben müsste, verlässt ihn seine Freundin Kate Moreau. Daraufhin wendet sich Neal an Peter und bietet ihm an, dem FBI bei der Aufklärung von Diebstählen zu helfen – unter der Bedingung, dass er sich, ausgestattet mit einer GPS-Fußfessel, relativ frei in New York bewegen darf. Widerwillig geht Peter auf Neals Angebot ein und gestattet ihm einen Freilauf von drei Kilometern rund um dessen Wohnort, ein schäbiges Hotel. Neal lernt im Folgenden die reiche Witwe June kennen, die ihn einlädt, in Zukunft in ihrer Villa zu wohnen, weil June ein sehr großzügiger Mensch ist. Außerdem verbindet ihr Mann und Neal, dass die beiden Verbrecher sind. Da diese im Dreikilometerradius liegt, nimmt er das Angebot an.

### Staffel 1
Die erste Staffel wird vorrangig von verschiedenen Intrigen innerhalb des FBI dominiert; einen der wichtigsten Handlungsstränge stellt aber Neals Suche nach seiner Freundin Kate dar. Gezwungen durch unbekannte Hintermänner, versucht Kate, Neals geheimes Kunstraubversteck aufzuspüren. Es wird nicht genau klar, wer diese Hintermänner sind – nur, dass diese im Zusammenhang mit dem FBI stehen. Die einzelnen Folgen behandeln verschiedene Kriminalfälle von Kunst- bis Diamantenraub, wobei Neals Insiderwissen oft zur Lösung der Fälle führt oder zumindest beiträgt. Neal agiert zur Überraschung Peters konsequent im legalen Rahmen. Neals alter Komplize Mozzie, der Anzeichen von Paranoia und eine ausgeprägte Abneigung gegenüber der Polizei zeigt, möchte Neal zwar zur Flucht überreden, unterstützt ihn dann aber auch bei dessen legalen Unternehmungen für das FBI.
Eine weitere wichtige Rolle spielt Peters Frau Elizabeth, die Neal anfangs zwar skeptisch gegenübersteht, ihn dann aber immer wieder gegenüber ihrem Ehemann verteidigt. Im Laufe der Staffel stellt sich heraus, dass Kate von Special Agent Garrett Fowler gefangen gehalten wird. Im Austausch will er eine Spieldose, die Neal schließlich mit Hilfe von Alex Hunter, einer ebenfalls international agierenden Kunstdiebin, stiehlt. Am Ende der ersten Staffel will Neal mit Kate untertauchen, aber das Fluchtflugzeug mitsamt Kate explodiert.

### Staffel 2
Die zweite Staffel beginnt einige Zeit nach der Explosion. Neal sitzt in Haft, da er für die Explosion des Flugzeuges und den Tod von Kate verantwortlich gemacht wird. Peter bietet Neal erneut die Vereinbarung an, die dieser annimmt. Neal muss wieder die Fußfessel tragen und hilft Peter, Fälle für das FBI zu lösen. Gleichzeitig findet Mozzie heraus, dass Fowler nicht im Besitz der Spieldose ist, sondern Peter sie hat. Mozzie, Neal, Peter und Diana (FBI-Agentin in Burkes Team) versuchen zusammen, das Rätsel der Spieldose zu lüften und finden heraus, dass die Spieldose ein geheimes Fach besitzt. In diesem Fach befindet sich ein alternativer Tonkamm, der eine andere Melodie spielt. Sie vermuten einen Geheimcode hinter der Melodie und bitten Mozzie um Hilfe, um ihn zu knacken. Neal und Peter erfahren, dass hinter dem Anschlag auf Kate nicht Garrett Fowler, sondern Vincent Adler steckt. Er hat Neal ausgebildet und auch Kate hat für ihn als persönliche Assistentin gearbeitet. Als Mozzie den Code mit Hilfe eines Freundes knackt, wird er von einem Handlanger Adlers angeschossen, was er schwerverletzt überlebt.
Der Code beinhaltet einen Bauplan für eine Fraktalantenne mit der Frequenz für ein Notsignal eines U-Boots. Bei der Verhaftung des Handlangers entdeckt das FBI eine Kiste mit Naziporzellan. Die Spur führt nach Argentinien. Adler hatte dort ein Anwesen und war auf der Suche nach dem Nazi und Funker Gerhard Wagner, der nach dem Zweiten Weltkrieg in die USA kam. Da er aus einem Gefängnis ausbrach, musste er seine Identität in Michael Hunter ändern. Mozzie und Neal finden anhand des neuen Namens heraus, dass Gerhard Wagner alias Michael Hunter der Großvater von Alex Hunter ist. Bei der Suche von Alex werden Peter und Neal von Adler entführt. Adler bringt sie in eine Lagerhalle, wo sich Alex und auch das U-Boot befinden. Neal soll das U-Boot, das mit einem Sprengsatz gesichert ist, aufbrechen und findet dort Gold und wertvolle Gemälde der Nazis. Als Adlers Männer Neal, Peter und Alex umbringen wollen, schreitet das FBI ein und rettet sie. Das FBI sucht die Lagerhalle, in dem sich der Schatz befindet. Als Neal sich allein auf die Suche macht, findet er die richtige und wird von Adler überrascht. Die Lagerhalle explodiert und das FBI macht sich auf den Weg dahin.
Adler will Neal erschießen, aber Peter ist schneller und rettet Neal, indem er Adler erschießt. Als Peter ein Stück eines Gemälde auf dem Boden sieht, welches er bei Neal zuhause gesehen hat, glaubt er, Neal habe den Schatz vor der Explosion gestohlen. Neal bestreitet das. Als Neal nach Hause kommt, findet er einen Schlüssel für eine Lagerhalle und einen Zettel. Neal sieht sich die Lagerhalle an und findet dort den Schatz.

### Staffel 3
Zu Beginn der dritten Staffel ist das Verhältnis zwischen Neal und Peter immer noch angespannt, da Peter sich nicht sicher ist, ob er den Schatz gestohlen hat. Neal weiß, dass Mozzie der Schuldige ist, ist sich aber nicht sicher, ob er es Peter sagen soll. Dennoch müssen die beiden zusammenarbeiten, um einen Dieb zu fassen.
Sara Ellis, als Versicherungsermittlerin, die im Prozess gegen Neal ausgesagt hatte, kommt Neal näher, und zwischen den beiden entwickelt sich im Laufe der Staffel eine romantische Beziehung. Peters Frau Elizabeth wird von Matthew Keller entführt, einem alten Rivalen von Neal. Im Staffelfinale versucht Agent Kramer, Neal zu sabotieren, als der einen alten Fehler aus seiner Vergangenheit wieder ausbügeln will. Peter warnt Neal, dass Kramer ihn nur für sich arbeiten lassen will und deshalb versucht, jegliche Zusammenarbeit mit dem FBI zu verhindern. In der letzten Szene sieht man, wie Neal seine Fußfessel entfernt und gemeinsam mit Mozzie flieht.

### Staffel 4
Neal versteckt sich mit Mozzie auf den Kapverdischen Inseln, wo ihn das FBI findet. Peter will Neal helfen und fliegt auch dorthin. Er findet heraus, dass ein Gangsterboss der Insel in Wirklichkeit einer der meistgesuchten Verbrecher des FBI ist. Es gelingt, ihn festzunehmen und dadurch Neals Weste reinzuwaschen. Aber Peter wird strafversetzt, weil er einige Befehle seiner Vorgesetzten missachtet hat und muss von nun an Beweismittel katalogisieren. Nachdem Peter geholfen hat, einen Fall zu lösen, wird er zurückversetzt. Ellen wird getötet, kann aber noch vor ihrem Tod den Namen einer Person angeben, die Neal sucht, Samuel Phelps. Peter findet heraus, dass dieser Mann schon lange tot ist und der Mann, der sich als Sam ausgibt, James Bennett, Neals Vater ist. Nachdem der Sohn des verstorbenen Mafioso Dennis Flynn, für den James gearbeitet hat, des Mordes an Ellen überführt wird, wird er bei einem Gefangenentransport getötet. Der Transport wurde auf Senator Pratts Anweisung durchgeführt, so dass er nun ins Visier der Ermittler gerät. Ein Schlüssel, den Neal bei Ellens Sachen findet, führt sie zu einer Box im Empire State Building, durch die Neal herausfindet, dass sein Vater den Mord doch begangen hat. Als sie die Box holen, erschießt James den Senator mit Peters Waffe und flieht. Peter wird wegen Mordes verhaftet.

### Staffel 5
Neal bekommt eine Möglichkeit, Peter aus dem Gefängnis zu holen. Dafür nutzt er Kontakte des kriminellen Curtis Hagen, für den er als Gegenleistung Goldmünzen stehlen soll. Peter kommt frei und wird zum Abteilungsleiter des Betrugsdezernats befördert. Deshalb bekommt Neal einen neuen Partner: David Siegel, der allerdings sehr bald ermordet wird.
Hagen hatte Neal jedoch bei dem Raub der Münzen eine Falle gestellt und ihn gefilmt, sodass er ihn erpressen kann. Er soll Beweismittel vernichten, damit Hagen bei seiner bevorstehenden Neuverhandlung seines Falles freigesprochen wird. Nachdem Hagen aus dem Gefängnis frei kommt, erpresst er Neal weiter. So zwingt er ihn, ein Kapitel des Mosconi-Kodex aus dem Museum zu stehlen. Um diesen zu entziffern, rekrutieren sie die Museumsangestellte Rebecca, die mit Mosconi sehr vertraut ist. Dabei finden sie einen Hinweis auf ein Kirchenfenster, das von Mosconi angefertigt wurde und in dem ein Stück aus besonderem Glas stecken muss, das unsichtbare Tinte im Kodex sichtbar machen kann.
Kurz bevor ihnen das gelingt, zerstört Neal die Seiten des Original-Kodex, um Hagen zu zwingen, Rebecca – die dieser zuvor entführt hatte – freizulassen, wobei Hagen nicht ahnt, dass Mozzie die darin enthaltenen wichtigen Symbole zuvor in seinem Kopf gespeichert hatte. Doch auch er selbst wird von einem Scharfschützen eliminiert, nachdem er an Peter brisante Informationen weitergeben wollte. Bei der Untersuchung dieses Mordes stoßen Peter und Neal auf die Tatsache, dass Rebecca nicht die ist, die sie vorgibt zu sein. Sie ist auf der Suche nach dem Gegenstück des Hope-Diamanten, den sie hoffte, durch Hinweise aus dem Mosconi-Kodex zu finden. Peter und Neal können beweisen, dass sie Curtis Hagen getötet hat, weil dieser sie beim FBI verraten wollte. Auch der Mord an Agent Siegel wird ihr angelastet, sodass sie festgenommen wird.
Peter wird daraufhin weiter befördert und soll für einige Zeit nach Washington, D.C. ziehen. Da Peter diese Beförderung unter anderem Neals Hilfe zu verdanken hat, bittet ihn dieser, ihn für eine Begnadigung zu empfehlen. Bis dahin will er mit Mozzie und mit Hilfe der Hinweise aus dem Mosconi Kodex selbst nach dem Diamanten suchen. Das gelingt ihnen, jedoch schafft es auch Rebecca, aus dem Gefängnis zu fliehen und an den Diamanten zu gelangen. Mit Peters Hilfe kann er Rebecca stellen und verhaften. Peter war es indessen nicht möglich, Neals Wunsch zu erfüllen und so verzichtet er auf seine Beförderung in die Führungsetage und kehrt zurück. Neal ist jedoch enttäuscht und will fliehen, als er plötzlich entführt wird.

### Staffel 6
Neal wurde von einem Mann namens Boothe entführt, der auf diese Weise hofft, den Hope-Diamanten erpressen zu können, den das FBI konfisziert hat und den er als Aufnahmeprüfung für den Club der „Pink Panthers“ beschaffen soll. Boothe kann jedoch gefasst werden und so bietet Neal Peter an, die Panthers zu überführen, was ihm im Gegenzug seine Freiheit bringen soll. Das wird ihm dieses Mal durch einen rechtlich bindenden Vertrag mit dem FBI garantiert und so schleust er sich bei den Pink Panthers ein. Dort trifft er überraschenderweise auf Matthew Keller, der ihn als FBI-Mitarbeiter kennt, aber nicht verrät, da er selber versucht für Interpol die Panthers zu zerschlagen. Kurzerhand arbeiten beide zusammen und finden heraus, dass die Pink Panthers in Kürze Bargeld in Höhe von einer halben Milliarde Dollar stehlen wollen, welches von europäischen Wechselstuben nach Amerika zurückgeführt wird.
Der neue Chef der Pink Panthers bemerkt, dass er einen Verräter in seinen Reihen hat und deshalb soll Keller vom Fall abgezogen werden. Keller tötet daraufhin seinen Kontaktmann bei Interpol, entfernt seinen implantierten Ortungschip, und platziert diesen in der Tasche eines anderen Pink-Panther-Mitgliedes, welches daraufhin als Verräter identifiziert und exekutiert wird. Kurz nach dem Raubzug der Panthers greift das FBI ein und nimmt alle Mitglieder fest, auch Keller und Neal. Keller befürchtet von der Polizei hintergangen zu werden und flieht zusammen mit Neal.
Sie treffen sich mit Mozzie, dem es gelungen ist, vor deren Verhaftung etwa 30 Millionen Dollar vom Geld der Panthers abzuzweigen. Doch es gibt Streit um die Beute und im Schusswechsel wird Neal von Keller getroffen und ist laut Angaben des Krankenhauses seiner Schussverletzung erlegen.
Peter erschießt Keller auf der Flucht.
Peter lässt Neals Tod jedoch keine Ruhe, und ein Jahr später findet er heraus, dass dieser seinen Tod nur vorgetäuscht hat. In einem früheren Gespräch zwischen Neal und Keller wurde die Gefahr deutlich, dass die Panthers, nachdem sie von Neals Tätigkeiten beim FBI erfahren, Neal tot sehen wollen und bis dies nicht eintrifft, drohen sie damit seine Nahestehenden zu töten. Neal gab sein gewohntes Leben also auf, um die Menschen, die ihm nahe stehen, zu schützen.

## Besetzung und Synchronisation
Die deutsche Synchronisation entstand durch die Synchronfirma Scalamedia GmbH in Berlin. Die deutschen Dialogbücher wurden von Christian Weygand (1. Staffel) sowie Holger Twellmann (2. Staffel) erstellt. Die Dialogregie führte Christian Weygand.

### Hauptbesetzung
| Rolle                        | Schauspieler     | Bild | Hauptrolle (Folge) | Nebenrolle (Folge)   | Deutsche Synchronstimme |
| ---------------------------- | ---------------- | ---- | ------------------ | -------------------- | ----------------------- |
| Neal Caffrey                 | Matt Bomer       |      | 1.01–6.06          |                      | Simon Jäger             |
| Special Agent Peter Burke    | Tim DeKay        |      | 1.01–6.06          |                      | Thomas Nero Wolff       |
| Teddy Winters „Mozzie“       | Willie Garson    |      | 1.01–6.06          |                      | Dietmar Wunder          |
| Elizabeth „El“ Burke         | Tiffani Thiessen |      | 1.01–6.06          |                      | Ranja Bonalana          |
| Special Agent Lauren Cruz    | Natalie Morales  |      | 1.06–1.14          | 1.02–1.04            | Natascha Geisler        |
| Special Agent Diana Barrigan | Marsha Thomason  |      | 2.01–6.06          | 1.01, 1.14           | Vera Teltz              |
| Sara Ellis                   | Hilarie Burton   |      | 3.01–3.16          | 2.05–2.16, 4.04–4.16 | Solveig Duda            |
| Special Agent Clinton Jones  | Sharif Atkins    |      | 4.01–6.06          | 1.01–3.16            | Markus Pfeiffer         |

### Nebenbesetzung
| Rolle                            | Schauspieler       | Nebenrolle (Folge)               | Deutsche Synchronstimme |
| -------------------------------- | ------------------ | -------------------------------- | ----------------------- |
| June Ellington                   | Diahann Carroll    | 1.01–6.06                        | Monica Bielenstein      |
| Kate Moreau                      | Alexandra Daddario | 1.01–1.14, 2.11                  | Shandra Schadt          |
| Special Agent Reese Hughes       | James Rebhorn      | 1.02–5.13                        | Bodo Wolf               |
| Rachel Turner alias Rebecca Lowe | Bridget Regan      | 5.03–5.13, 6.01                  | Magdalena Turba         |
| Special Agent Garrett Fowler     | Noah Emmerich      | 1.07–1.14, 2.09                  | Walter von Hauff        |
| Alexandra „Alex“ Hunter          | Gloria Votsis      | 1.11–1.14, 2.03, 2.09–2.16, 4.08 | Marie Bierstedt         |
| Agent Kramer                     | Beau Bridges       | 3.10, 3.14, 3.16                 | Kaspar Eichel           |
| Vincent Adler                    | Andrew McCarthy    | 2.11, 2.16                       | Erich Räuker            |
| Matthew Keller                   | Ross McCall        | 1.12, 2.14, 3.09–3.11, 6.02–6.06 | Philipp Brammer         |
| Sam Phelps/ James Bennett        | Treat Williams     | 4.07–4.16                        | Till Hagen              |

## Produktion und Ausstrahlung
| Staffel   | Episoden | Erstausstrahlung in den USA USA Network | Erstausstrahlung in Deutschland RTL (bis 2.06) / RTL Crime (ab 2.07 bis 4.16) Netflix (ab 5.01) | Erstausstrahlung in Österreich ATV       | Erstausstrahlung in der Schweiz 3+   |
| Staffel 1 | 14       | 23. Oktober 2009 bis 9. März 2010       | 13. September bis 13. Dezember 2011                                                             | 21. Juni bis 25. September 2012          | 21. Oktober 2011 bis 20. Januar 2012 |
| Staffel 2 | 16       | 13. Juli 2010 bis 8. März 2011          | 4. Oktober 2012 bis 30. Mai 2013                                                                | 4. Juni bis 26. November 2013            |                                      |
| Staffel 3 | 16       | 7. Juni 2011 bis 28. Februar 2012       | 19. September 2013 bis 16. Januar 2014                                                          | 3. Dezember 2013 bis 1. April 2014       |                                      |
| Staffel 4 | 16       | 10. Juli 2012 bis 5. März 2013          | 30. Mai 2014 bis 12. September 2014                                                             | 26. September 2015 bis 28. November 2015 |                                      |
| Staffel 5 | 13       | 17. Oktober 2013 bis 30. Januar 2014    | 27. Juli 2015                                                                                   |                                          |                                      |
| Staffel 6 | 6        | 6. November bis 18. Dezember 2014       | 27. Juli 2015                                                                                   |                                          |                                      |

### Vereinigte Staaten
Die Serie wurde am 23. Oktober 2009 zum ersten Mal vom US-Fernsehsender USA Network in der Staffel 2009/2010 ausgestrahlt. Für die erste Staffel wurden 14 Folgen bestellt. Die Premiere wurde von 5,4 Millionen Menschen gesehen und ist damit hinter Monk die zweiterfolgreichste Premiere einer Serie für den Pay-TV-Sender USA Network. Aufgrund des Erfolges wurde am 18. Dezember 2009 gleich eine zweite Staffel bestellt.
Die zweite Staffel startete am 13. Juli 2010. Nachdem die erste, 14 Episoden umfassende Staffel in einem Stück ausgestrahlt worden war, wurde die zweite Staffel in zwei Teile geteilt. Die ersten Episoden sendete USA Network dabei im Sommer des jeweiligen Jahres, die restlichen Episoden im Frühjahr des folgenden Jahres. Dasselbe Schema wurde auch bei der dritten Staffel verwendet, die zwischen dem 7. Juni 2011 und dem 28. Februar 2012 gezeigt wurde.
Ende August 2011 wurde dann eine vierte Staffel mit ebenfalls 16 Episoden bestellt, deren Ausstrahlung am 10. Juli 2012 begann. Wiederum verlängerte der Sender die Serie im September 2012 um eine fünfte Staffel mit 16 Folgen (später reduziert auf 13), die ab dem 17. Oktober 2013 gezeigt wurde. Im März 2014 wurde White Collar um eine sechste und letzte Staffel mit sechs Episoden verlängert.

### Deutschland
Die Ausstrahlung der ersten Staffel begann am 13. September 2011 bei RTL und endete am 13. Dezember 2011. Ab dem 11. Oktober 2012 sendete RTL die ersten sechs Episoden der zweiten Staffel, brach dann jedoch am 15. November 2012 die Ausstrahlung wegen Zuschauermangel ab. Diese wurde ab dem 18. März 2013 vom ebenfalls zur RTL Group gehörenden Pay-TV-Sender RTL Crime fortgesetzt und endete am 30. Mai 2013. Die dritte Staffel wurde vom 19. September 2013 bis zum 16. Januar 2014 von RTL Crime ausgestrahlt, die vierte Staffel ab dem 30. Mai 2014. Die fünfte Staffel wurde ab dem 27. Dezember 2019 bei RTL Nitro (NITRO) im Free-TV ausgestrahlt.

### Österreich
In Österreich begann der Sender ATV die Ausstrahlung der ersten Staffel am 21. Juni 2012 und endete am 25. September 2012. Die zweite Staffel der Serie wurde vom 4. Juni bis zum 26. November 2013 gesendet. Die dritte Staffel vom 3. Dezember 2013 bis zum 1. April 2014. Die Ausstrahlung der vierten Staffel startete nach über einem Jahr am 26. September 2015 und endete am 28. November 2015.

### Schweiz
Die erste Staffel der Serie wurde ab dem 21. Oktober 2011 in der Schweiz auf 3+ ausgestrahlt und endete am 20. Januar 2012.

## Veröffentlichungen auf DVD
Vereinigte Staaten
- Staffel 1 erschien am 13. Juli 2010
- Staffel 2 erschien am 7. Juni 2011
- Staffel 3 erschien am 5. Juni 2012
- Staffel 4 erschien am 8. Oktober 2013
- Staffel 5 erschien am 4. November 2014

Großbritannien
- Staffel 1 erschien am 26. Juli 2010
- Staffel 2 erschien am 18. Februar 2013

Deutschland
- Staffel 1 erschien am 16. März 2012
- Staffel 2 erschien am 12. April 2013
- Staffel 3 erschien am 4. März 2017
- Staffel 4 erschien am 8. April 2017
- Staffel 5 erschien am 6. Mai 2017
- Staffel 6 erschien am 3. Juni 2017